# Nemanema circulosum
Nemanema circulosum är en rundmaskart som först beskrevs av Gerlach 1967.  Nemanema circulosum ingår i släktet Nemanema och familjen Oxystominidae. Inga underarter finns listade i Catalogue of Life.